# 10343 Church
10343 Church (1991 VW8) là một tiểu hành tinh vành đai chính được phát hiện ngày 4 tháng 11 năm 1991 bởi Spacewatch ở Kitt Peak.